# ZIS-5
El ZIS-5, del rus ЗиС-5, va ser un camió 4x2 soviètic produït a la fàbrica ZiS de Moscou, i més tard també a fàbriques dels Urals i el Volga, entre 1933 i 1965. Era el successor del camió AMO-3, basat en el model americà Autocar 2.5-ton, i va ser un dels principals camions fets servir a la Unió Soviètica durant la dècada dels 30 i dels 40 juntament amb el més lleuger i senzill GAZ-AA.
De disseny simple però robust, el ZIS-5 podia arribar a recórrer 100.000 km sense necessitar cap manteniment important. Constava de només 4.500 parts, i 30 coixinets, tot plegat amb un cost estimat de fabricació d'entre 10.000-15.000 rubles soviètics. Gràcies a això, el ZIS-5 es va convertir en una peça clau del desenvolupament industrial de la URSS. A més a més, el 1934 es vendrien 100 ZIS-5 a Turquia, sent la primera gran exportació de vehicles de la Unió Soviètica. Posteriorment també se'n vendrien a Espanya, Afganistan, Iraq, Romania entre d'altres.
També seria molt apreciat per l'Exèrcit Roig, gràcies a les seves capacitats camp a través i un motor de baixa compressió que podia funcionar amb combustible de baixa qualitat. A l'inici de la Segona Guerra Mundial els soviètics disposaven d'uns 272.000 GAZ-AA i ZIS-5, perdent-ne aproximadament la meitat durant l'Operació Barbarroja. Abans de la batalla de Moscou, se'n simplificaria el disseny i la fàbrica es traslladaria a Miass i a Uliànovsk. La producció continuaria, amb modificacions menors, fins al 1965.

## Desenvolupament i producció
Tradicionalment, la indústria automobilística de l'Imperi Rus, i més tard de la Unió Soviètica, havia copiat els dissenys de models europeus. Això va canviar durant el primer pla quinquennal, l'estiu de 1928, quan una delegació oficial soviètica va visitar les principals fàbriques dels Estats Units d'Amèrica. Allà van dur a terme diferents proves amb models americans, amb la intenció de fabricar-los sota llicència a la URSS. Durant aquests tests, el camió Autocar Model CA de 2,5 tones de capacitat va ser el més ben valorat.
El desembre de 1928 els soviètics van signar un acord pel qual n'adquirien la llicència de producció. També van pagar suport tècnic per establir el mètode productiu a la fàbrica AMO de Moscou. Aquesta factoria, prèviament, ja havia muntat els primers camions soviètics l'any 1924, denominats AMO-F-15, còpies del model italià Fiat F-15, que tenia una capacitat de 1,5 tones. El maig de 1929, es va signar un altre contracte simultàniament amb l'empresa estatunidenca A.J. Brandt Company per modernitzar i incrementar la capacitat de producció fins als 25.000 vehicles anuals. Al final, la Brandt Company se'n va desdir i la modernització de la fàbrica la va dur a terme l'enginyer I. A. Lichaczow, el director d'AMO.
Paral·lelament a l'ampliació de la factoria, es va iniciar la introducció de l'Autocar 2.5-ton, designat com a AMO-2. El 1930 van arribar els primers components dels EUA, les peces s'havien comprat per separat per familiaritzar més ràpidament els treballadors en el muntatge de tots els subproductes. El primer d'octubre de 1931 tots els components ja es van fabricar a Moscou, i durant el discurs d'inauguració es va canviar el nom per fàbrica nº2 Zavod ímeni Stàlina. El camió amb totes les peces produïdes a la URSS es va designar AMO-3. El 25 d'octubre de 1931, ja s'havien fabricat les primeres 27 unitats d'AMO-3 i, per celebrar la fita, es van formar en columnes que van desfilar per Moscou fins al Kremlin. Aquest model es va produir fins al novembre de 1933, en total se'n van fabricar 34.969 unitats, juntament amb 359 variants d'autocar AMO-4.

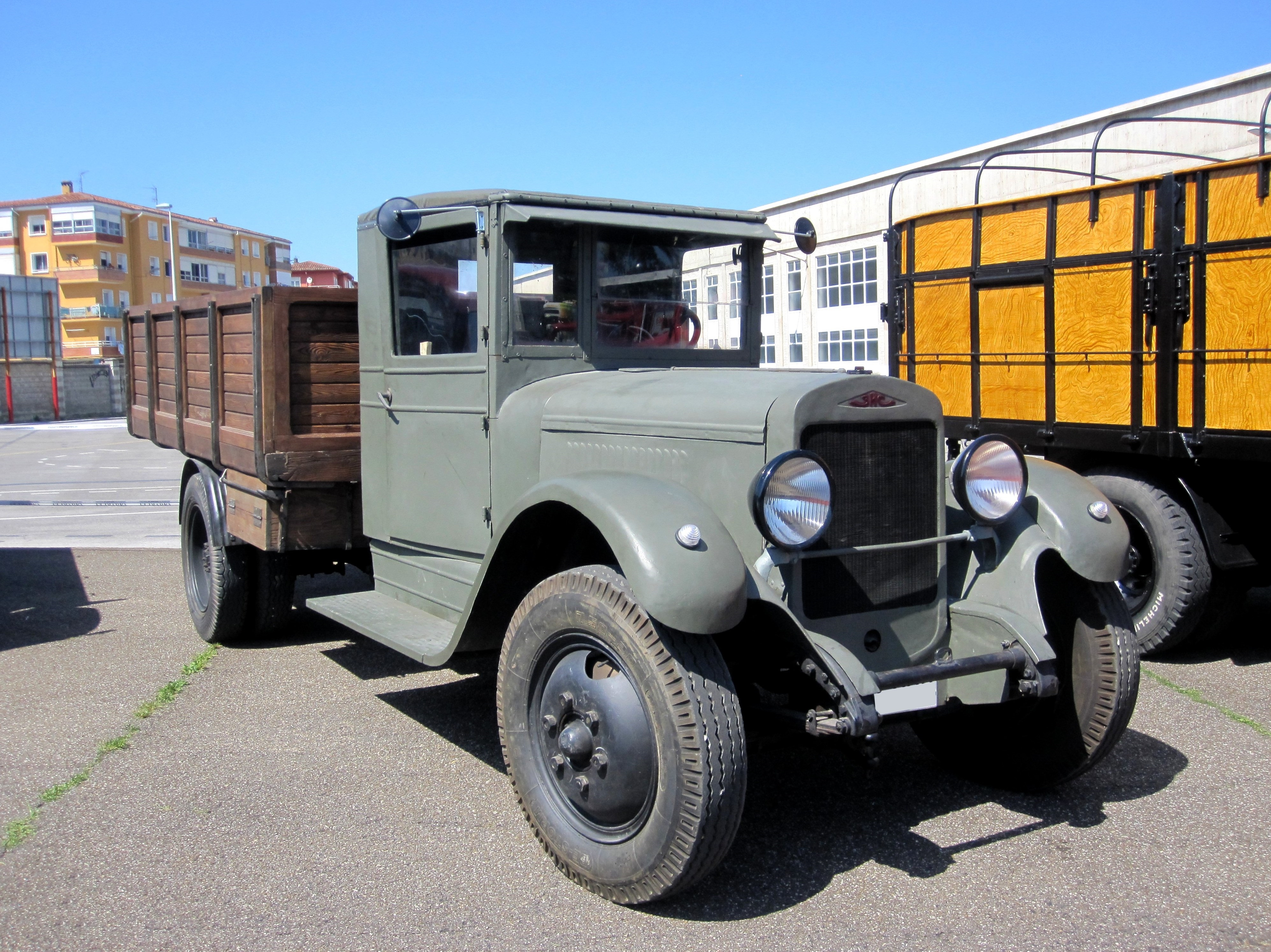
Una versió d'exportació del ZIS-5 venut a la Segona República Espanyola, a on sovint se l'anomenava tres hermanos comunistas per les lletres círiliques, semblants a 3HC.

Durant aquest període de producció de l'AMO-3 els enginyers van anar redissenyant parts per adaptar el vehicle a les condicions de la Unió Soviètica, incloent un nou motor de 73CV i una variant de tres eixos. Al final, havien canviat radicalment tantes parts que van decidir crear un nou model de 3 tones, l'AMO-5. La producció en massa va començar el desembre de 1933 i se'n va canviar la denominació a ZIS-5, pel model de 2 eixos, i ZIS-6, pel model de 3 eixos. La producció de l'autocar AMO-4 també es va canviar pel ZIS-8, una variant del ZIS-5.
La bona fiabilitat i qualitat del nou model va cridar l'atenció de clients internacionals. Les autoritats d'Ankara comprarien 570 ZIS-5 i 6, a més a més de 40 autocars ZIS-8. El 1936 també es vendrien 250 ZIS-5 a l'Iran. Durant la Guerra Civil espanyola també s'enviarien camions al bàndol republicà. Estònia, Letònia i Lituània també n'adquiririen algunes unitats.
L'any 1938 la fàbrica ZiS nº2 va fabricar 59.724 ZIS-5, 3.169 camions ZIS-6, 3.900 cotxes ZIS 101 i 102, a més a més de 1.335 autocars. L'any 1940 hi treballaven 40.000 obrers.
Amb l'esclat de la Segona Guerra Mundial, a la tardor de 1941, la maquinària i els treballadors serien evacuats, un 80% anirien a Uliànovsk i la resta a Nijni Nóvgorod i Miass. El novembre de 1941 la fàbrica de Moscou rebria nova maquinària, de tallers que no havien estat evacuats, i es reprendria la producció de camions també a Moscou el febrer de 1942. Simultàniament també s'hi produirien subfusells, canons i motocicletes. Com que els camions ja no es podien produir amb els mateixos estàndards d'abans de la guerra, es va dissenyar una variant, el ZIS-5W, amb moltes parts simplificades: seients de fusta, parafangs rectes, eliminació d'un dels dos fars frontals... Durant la guerra es van fabricar un total de 81.646 ZIS-5, una xifra baixa a causa de la conversió de molta indústria civil a militar.

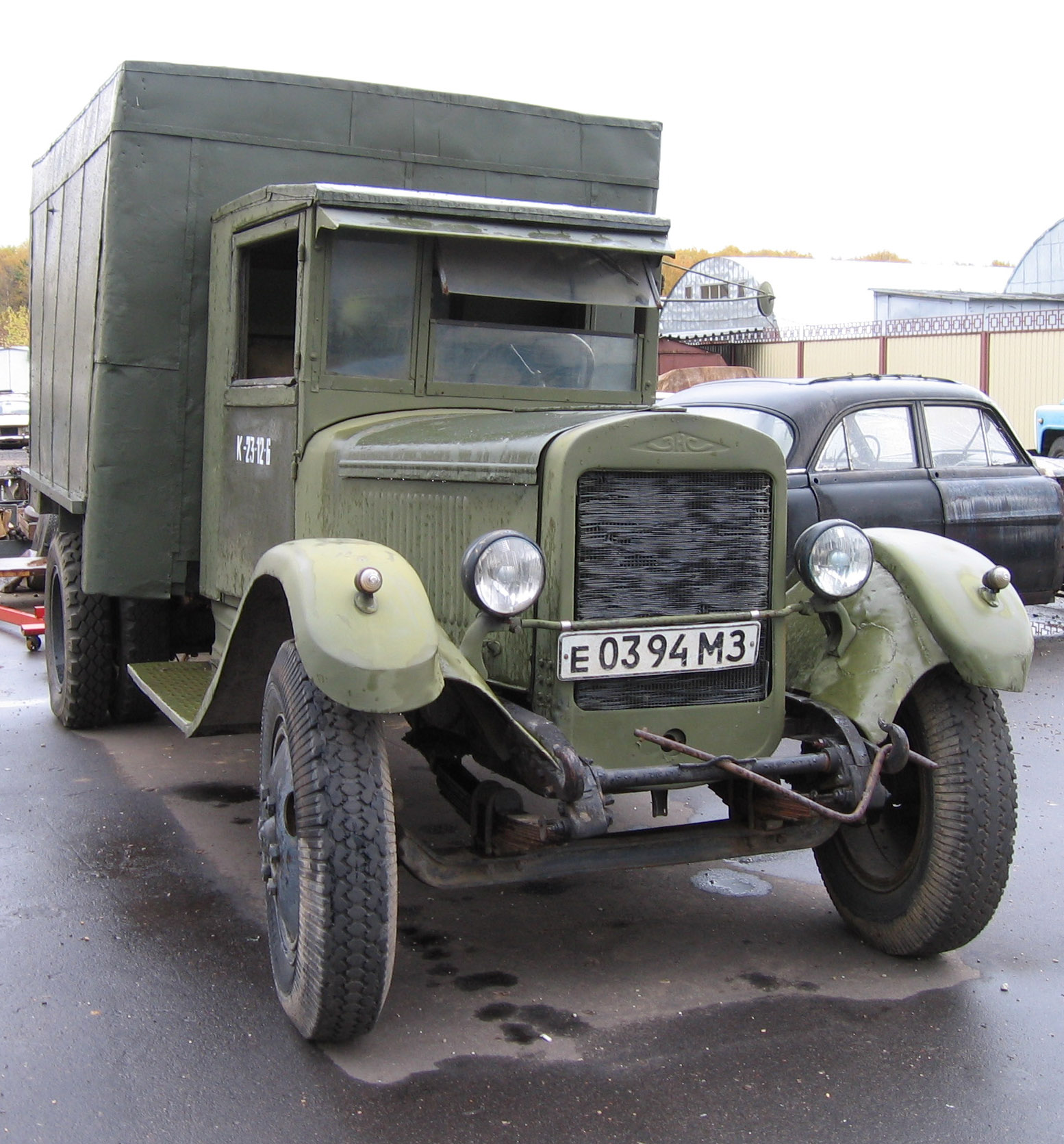
Camió ZIS-5 amb la caixa tancada. Es pot apreciar bé el parabrisa, dividit de forma molt característica.

Acabada la guerra el ZIS-5 es va continuar fabricant fins al 1965, especialment a les fàbriques dels Urals, produint-ne 125.614 unitats més. Per allargar-ne la vida es van fer petites modificacions, com el canvi de motor per un de més modern de 85 CV l'any 1956, designant la variant com a Ural ZIS-355.

## Característiques
El ZIS-5 pesava 3.075 kg i podia transportar, aproximadament, 3 tones d'equipament. Mesurava 6.060 mm de llarg, 2.235 mm d'ample i 2.160 mm d'alt. La distància entre eixos era de 3.810 mm i la distància entre rodes era de 1.546 mm al davant i 1.676 al darrere. L'alçada del vehicle respecte al terra era de 310 mm.
Anava equipat amb un motor de gasolina ZIS-5 de 73 CV de sis cilindres a 2.300 rpm. Cada pistó tenia un diàmetre de 101,6 mm i una carrera de 114,3 mm, resultant en una cilindrada de 5550 cc. L'ordre d'ignició dels pistons era 1-5-3-6-2-4, amb una bateria de 6V i un carburador MAAZ-5 o MKZ-6. A causa de la baixa relació de compressió podia funcionar amb combustibles de mala qualitat. L'embragatge consistia en dos plats secs i la caixa de canvis estava formada per un grup de tres engranatges amb quatre velocitats endavant i una endarrere (amb els següents ratis de transmissió: 6,6 primera marxa, 3.74 segona, 1,84 tercera, 1 quarta i 7,63 per la marxa enrere). S'usaven frens de tambor a les rodes del davant i el darrere amb control mecànic, el fre de mà feia servir el mateix sistema però només a les rodes del darrere. La capacitat del dipòsit de combustible era de 60 L i el motor consumia aproximadament 34 L cada 100 km quan anava carregat. Aquest disseny permetia que el ZIS-5 assolís velocitats màximes de 60 km/h.

## Utilització
El ZIS-5 va resultar ser excepcionalment útil per a l'economia soviètica. El model complia amb la necessitat de camions robusts, barats i senzills de fabricar, ja que només constava de 4.500 parts i 30 coixinets. A més a més, era simple de conduir per mals terrenys i en males condicions meteorològiques, resistint les negligències dels conductors.
Durant els anys de la industrialització de la Unió Soviètica, durant la dècada dels 30 i dels 40, seria una peça clau per construir infraestructura i transportar béns i persones. A més a més, també se'n farien nombroses variants per tot tipus d'ús: llevaneu, llança-ponts, bombers, projectors de llum, ambulància…

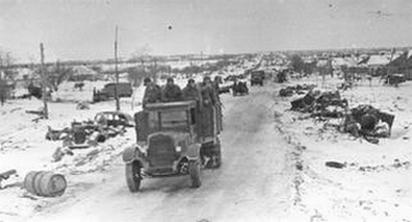
Soldats soviètics a sobre d'un ZIS-5 durant una ofensiva a Níkopol l'any 1944.

Abans de l'entrada dels soviètics a la Segona Guerra Mundial, l'estiu de 1941, l'Exèrcit Roig disposava de 272.600 camions, majoritàriament GAZ-AA i ZIS-5. Tot i ser una xifra important no eren suficients per completar l'organització de totes les divisions. A més a més, durant l'Operació Barbarroja, se'n van perdre gairebé la meitat, fet que va obligar a reduir encara més el nombre de camions assignats per divisió. Per culpa d'això, el front soviètic depenia molt de les connexions ferroviàries i dels camions restants i sovint patia escassetat de subministraments. L'any 1943 la situació va millorar considerablement, gràcies a l'arribada de camions dels EUA seguint la Llei de Prèstec i Arrendament.
Tot i que els ZIS-5 van participar en tots els fronts, el seu ús va ser particularment destacable durant el Setge de Leningrad. Per abastir la ciutat es va crear el Camí de la Vida una carretera fortificada sobre el Llac Làdoga glaçat. Els ZIS-5 hi circulaven per portar menjar a la ciutat i evacuar civils. Tot i que el gel era gruixut, els camions anaven carregats al màxim i sovint s'enfonsaven en punts de poc gruix de glaç o per atac dels alemanys, per això els conductors habitualment anaven amb les portes obertes per poder saltar del camió abans que s'enfonsés sota l'aigua. L'heroïcitat dels conductors va permetre evacuar 550.000 persones i subministrar la ciutat amb 361 tones de material.